# Междулесье (Берёзовский район)
Междулесье (бел. Міжлессе) — агрогородок в Берёзовском районе Брестской области Белоруссии, центр Междулесского сельсовета. Население — 507 человек (2019).
Название-ориентир, характеризующее положение агрогородка между лесными массивами.

## География
Агрогородок находится в 16 км к югу от города Берёза и в 14 км к юго-западу от Белоозёрска неподалёку от границы с Дрогичинским районом. Местность принадлежит к бассейну Днепра, вокруг села существует сеть мелиоративных канав из которых осуществляется сток в Ясельду. Через деревню проходит автодорога Р84 (Берёза — Дрогичин). Ближайшая ж/д станция в Берёзе на магистрали Минск — Брест.

## История
В середине XIX века Междулесье было волостным центром в составе Пружанского уезда Гродненской губернии, имение принадлежало роду Борейшей, которые выстроили здесь усадьбу Павлиново.
В 1884 года пожар уничтожил значительную часть деревни, в 1886 году деревня насчитывала 33 двора, вместе с соседними деревнями Сишовка и Левковичы (позднее слившимися с Междулесьем) насчитывала 397 жителей. В 1903 году рядом с дворянской усадьбой была построена деревянная Троицкая церковь (сохранилась). С 1915 года оккупирована германскими войсками, с 1919 года до июля 1920 года — польскими войсками (в июле 1920 года установлена советская власть).
Согласно Рижскому мирному договору (1921), деревня вошла в состав межвоенной Польши. В 1924 году в гмине Матвеевичи Пружанского повета Полесского воеводства. С 1939 года в составе БССР. С 1940 года — центр Междулесского сельсовета. В период 1941—1944 годов оккупирована немецко-фашистскими войсками. Было убито 27 жителей деревни и разрушено 62 дома.
Решением облисполкома от 4 сентября 1972 года деревня Малое Междулесье, фактически слившаяся с Большим Междулесьем, исключена из реестра.
Дворянская усадьба Борейшей была полностью уничтожена во время Великой Отечественной войны.

## Население
| Численность населения (по годам) | Численность населения (по годам) | Численность населения (по годам) | Численность населения (по годам) | Численность населения (по годам) | Численность населения (по годам) | Численность населения (по годам) | Численность населения (по годам) | Численность населения (по годам) | Численность населения (по годам) |
| 1897                             | 1905                             | 1924                             | 1940                             | 1959                             | 1970                             | 1999                             | 2005                             | 2009                             | 2019                             |
| -------------------------------- | -------------------------------- | -------------------------------- | -------------------------------- | -------------------------------- | -------------------------------- | -------------------------------- | -------------------------------- | -------------------------------- | -------------------------------- |
| 492                              | ↗656                             | ↗773                             | ↘683                             | ↘404                             | ↗862                             | ↘588                             | ↗614                             | ↘579                             | ↘507                             |

## Памятные места
- Памятник землякам. В память 248 человек, погибших земляков в годы Великой Отечественной войны[1].